# Puchar CEV w piłce siatkowej mężczyzn (2006/2007)
Puchar CEV siatkarzy 2006/2007 - 27. sezon Pucharu CEV rozgrywanego od 1980 roku, organizowanego przez Europejską Konfederację Piłki Siatkowej (CEV) w ramach europejskich pucharów dla męskich klubowych zespołów siatkarskich "starego kontynentu".

## System rozgrywek
Rozgrywki toczyły się najpierw od fazy kwalifikacyjnej, z której zwycięzcy zagrali w fazie grupowej po 4 zespoły w każdej grupie. Zespoły z pierwszych miejsc zagrały w kolejnym etapie. W 1/8 finału i ćwierćfinałach drużyny podzielone zostały na pary. Każda z par rozegrała po dwa spotkania. O awansie decydowały kolejno: liczba wygranych spotkań, liczba wygranych setów, liczba zdobytych małych punktów. Zwycięzcy ćwierćifnałów awansowali do turnieju finałowego, w którym rozegrano półfinały, mecz o 3. miejsce i finał.

## Drużyny uczestniczące
- Sokol V Schwechat
- Hypo Klagenfurt
- Beets-Patteet Averbode
- Pepe Jeans Asse Lennik
- VC Menen
- MOK Brčko-Jedinstvo
- OK Napredak Odžak
- CSKA Sofia
- Pirin Bałkanstroj Razłog
- HAOK Mladost Zagrzeb
- MOK Osijek
- OK Varaždin
- Dionysos Pafos
- Budvanska Rivijera Budva
- VK Dukla Liberec
- Jihostroj Czeskie Budziejowice
- Pielaveden Sampo
- Selver Tallinn
- Stade Poitevin
- Arago de Sète
- Tourcoing Lille Métropole
- Pagrati Ateny
- CS Gran Canaria
- Unicaja Arukasur Almería
- Arona Teneryfa
- LĀSE-R/Rīga
- Piet Zoomers/D Apeldoorn
- HvA Amsterdam
- Shutova Kiczewo
- Eschenbacher Eltmann
- PZU AZS Olsztyn
- Jastrzębski Węgiel
- CS Marítimo
- Fakieł Nowy Urengoj
- Nieftianik Baszkortostana Ufa
- Dinamo-Lemtrans Bukareszt
- Știința Explorări Baia Mare
- Crvena Zvezda Belgrad
- Ribnica Građevinar Kraljevo
- Glasgow Mets
- OK Salonit Anhovo Kanal
- OK Maribor
- VK Chemes Humenné
- Lausanne UC
- SEAT Volley Näfels
- Büyükşehir Belediyesi Stambuł
- Halkbank Ankara
- Krymsoda Krasnoperekopsk
- Łokomotyw Charków
- Copra Piacenza
- Kométa Kaposvár
- Phoenix Mecano Kecskemét

## Rozgrywki

### Faza kwalifikacyjna
| Data       | Drużyna 1                   | Wynik | Drużyna 2                   | Sety                              |
| ---------- | --------------------------- | ----- | --------------------------- | --------------------------------- |
| 10.12.2006 | Krymsoda Krasnoperekopsk    | 2:3   | Halkbank Ankara             | 23:25, 25:19, 21:25, 25:16, 12:15 |
| 17.12.2006 | Halkbank Ankara             | 3:0   | Krymsoda Krasnoperekopsk    | 25:23, 25:22, 29:27               |
|            |                             |       |                             |                                   |
| 09.12.2006 | Ribnica Građevinar Kraljevo | 3:1   | VK Chemes Humenné           | 26:24, 25:27, 25:20, 25:22        |
| 16.12.2006 | VK Chemes Humenné           | 3:1   | Ribnica Građevinar Kraljevo | 26:24, 23:25, 25:20, 25:18        |

### Faza główna

#### Turniej 1
Averbode
Wyniki
| Data       | Drużyna 1              | Wynik | Drużyna 2              | Sety                              |
| ---------- | ---------------------- | ----- | ---------------------- | --------------------------------- |
| 05.01.2007 | Beets-Patteet Averbode | 3:2   | OK Varaždin            | 25:21, 22:25, 25:19, 24:26, 15:11 |
| 05.01.2007 | Jastrzębski Węgiel     | 3:1   | LĀSE-R/Rīga            | 25:22, 23:25, 25:19, 25:17        |
| 06.01.2007 | OK Varaždin            | 0:3   | Jastrzębski Węgiel     | 18:25, 17:25, 13:25               |
| 06.01.2007 | LĀSE-R/Rīga            | 3:0   | Beets-Patteet Averbode | 25:23, 25:20, 26:24               |
| 07.01.2007 | OK Varaždin            | 1:3   | LĀSE-R/Rīga            | 17:25, 17:25, 27:25, 20:25        |
| 07.01.2007 | Beets-Patteet Averbode | 1:3   | Jastrzębski Węgiel     | 25:16, 22:25, 23:25, 18:25        |

Tabela
| Lp. | Drużyna                | Pkt | Mecze | Mecze | Mecze | Sety | Sety | Sety  | Małe punkty | Małe punkty | Małe punkty |
| Lp. | Drużyna                | Pkt | M     | W     | P     | wyg. | prz. | ratio | zdob.       | str.        | ratio       |
| --- | ---------------------- | --- | ----- | ----- | ----- | ---- | ---- | ----- | ----------- | ----------- | ----------- |
| 1   | Jastrzębski Węgiel     | 6   | 3     | 3     | 0     | 9    | 2    | 4.500 | 264         | 219         | 1.205       |
| 2   | LĀSE-R/Rīga            | 5   | 3     | 2     | 1     | 7    | 4    | 1.750 | 259         | 246         | 1.053       |
| 3   | Beets-Patteet Averbode | 4   | 3     | 1     | 2     | 4    | 8    | 0.500 | 266         | 269         | 0.989       |
| 4   | OK Varaždin            | 3   | 3     | 0     | 3     | 3    | 9    | 0.333 | 231         | 286         | 0.808       |

#### Turniej 2
Kanal
Wyniki
| Data       | Drużyna 1            | Wynik | Drużyna 2            | Sety                              |
| ---------- | -------------------- | ----- | -------------------- | --------------------------------- |
| 05.01.2007 | SEAT Volley Näfels   | 3:0   | HvA Amsterdam        | 25:21, 25:17, 25:17               |
| 06.01.2007 | Salonit Anhovo Kanal | 3:0   | SEAT Volley Näfels   | 26:24, 25:17, 25:16               |
| 07.01.2007 | HvA Amsterdam        | 2:3   | Salonit Anhovo Kanal | 14:25, 25:23, 17:25, 25:20, 13:15 |

Tabela
| Lp. | Drużyna              | Pkt | Mecze | Mecze | Mecze | Sety | Sety | Sety  | Małe punkty | Małe punkty | Małe punkty |
| Lp. | Drużyna              | Pkt | M     | W     | P     | wyg. | prz. | ratio | zdob.       | str.        | ratio       |
| --- | -------------------- | --- | ----- | ----- | ----- | ---- | ---- | ----- | ----------- | ----------- | ----------- |
| 1   | Salonit Anhovo Kanal | 4   | 2     | 2     | 0     | 6    | 2    | 3.000 | 184         | 151         | 1.219       |
| 2   | SEAT Volley Näfels   | 3   | 2     | 1     | 1     | 3    | 3    | 1.000 | 132         | 131         | 1.008       |
| 3   | HvA Amsterdam        | 2   | 2     | 0     | 2     | 2    | 6    | 0.333 | 149         | 183         | 0.814       |

Klub  Glasgow Mets wycofał się z rozgrywek.

#### Turniej 3
Unterhaching
Wyniki
| Data       | Drużyna 1                     | Wynik | Drużyna 2                     | Sety                              |
| ---------- | ----------------------------- | ----- | ----------------------------- | --------------------------------- |
| 05.01.2007 | VK Jihostroj České Budějovice | 0:3   | Tourcoing LM                  | 24:26, 21:25, 20:25               |
| 05.01.2007 | Budvanska Rivijera Budva      | 0:3   | TSV Unterhaching              | 23:25, 21:25, 21:25               |
| 06.01.2007 | Tourcoing LM                  | 3:1   | Budvanska Rivijera Budva      | 25:20, 27:29, 25:14, 25:18        |
| 06.01.2007 | TSV Unterhaching              | 3:0   | VK Jihostroj České Budějovice | 42:40, 25:21, 25:23               |
| 07.01.2007 | VK Jihostroj České Budějovice | 1:3   | Budvanska Rivijera Budva      | 26:28, 19:25, 25:22, 20:25        |
| 07.01.2007 | TSV Unterhaching              | 2:3   | Tourcoing LM                  | 24:26, 23:25, 33:31, 25:20, 11:15 |

Tabela
| Lp. | Drużyna                       | Pkt | Mecze | Mecze | Mecze | Sety | Sety | Sety  | Małe punkty | Małe punkty | Małe punkty |
| Lp. | Drużyna                       | Pkt | M     | W     | P     | wyg. | prz. | ratio | zdob.       | str.        | ratio       |
| --- | ----------------------------- | --- | ----- | ----- | ----- | ---- | ---- | ----- | ----------- | ----------- | ----------- |
| 1   | Tourcoing LM                  | 6   | 3     | 3     | 0     | 9    | 3    | 3.000 | 295         | 262         | 1.126       |
| 2   | TSV Unterhaching              | 5   | 3     | 2     | 1     | 8    | 3    | 2.667 | 283         | 266         | 1.064       |
| 3   | Budvanska Rivijera Budva      | 4   | 3     | 1     | 2     | 4    | 7    | 0.571 | 246         | 267         | 0.921       |
| 4   | VK Jihostroj České Budějovice | 3   | 3     | 0     | 3     | 1    | 9    | 0.111 | 239         | 268         | 0.892       |

#### Turniej 4
Kecskemét
Wyniki
| Data       | Drużyna 1                | Wynik | Drużyna 2                | Sety                       |
| ---------- | ------------------------ | ----- | ------------------------ | -------------------------- |
| 05.01.2007 | VC Menen                 | 3:1   | Eschenbacher Eltmann     | 22:25, 25:21, 25:14, 25:21 |
| 05.01.2007 | Phoenix Mecano Kecskemét | 0:3   | VK Chemes Humenné        | 20:25, 16:25, 23:25        |
| 06.01.2007 | VK Chemes Humenné        | 1:3   | VC Menen                 | 19:25, 18:25, 25:21, 16:25 |
| 06.01.2007 | Eschenbacher Eltmann     | 3:0   | Phoenix Mecano Kecskemét | 25:14, 25:17, 25:23        |
| 07.01.2007 | Eschenbacher Eltmann     | 3:0   | VK Chemes Humenné        | 26:24, 25:18, 25:13        |
| 07.01.2007 | Phoenix Mecano Kecskemét | 0:3   | VC Menen                 | 13:25, 16:25, 22:25        |

Tabela
| Lp. | Drużyna                  | Pkt | Mecze | Mecze | Mecze | Sety | Sety | Sety  | Małe punkty | Małe punkty | Małe punkty |
| Lp. | Drużyna                  | Pkt | M     | W     | P     | wyg. | prz. | ratio | zdob.       | str.        | ratio       |
| --- | ------------------------ | --- | ----- | ----- | ----- | ---- | ---- | ----- | ----------- | ----------- | ----------- |
| 1   | VC Menen                 | 6   | 3     | 3     | 0     | 9    | 2    | 4.500 | 268         | 210         | 1.276       |
| 2   | Eschenbacher Eltmann     | 5   | 3     | 2     | 1     | 7    | 3    | 2.333 | 232         | 206         | 1.126       |
| 3   | VK Chemes Humenné        | 4   | 3     | 1     | 2     | 4    | 6    | 0.667 | 208         | 231         | 0.900       |
| 4   | Phoenix Mecano Kecskemét | 3   | 3     | 0     | 3     | 0    | 9    | 0.000 | 164         | 225         | 0.729       |

#### Turniej 5
Lozanna
Wyniki
| Data       | Drużyna 1                | Wynik | Drużyna 2                | Sety                             |
| ---------- | ------------------------ | ----- | ------------------------ | -------------------------------- |
| 05.01.2007 | Lausanne UC              | 3:2   | Hypo Klagenfurt          | 25:27, 25:21, 24:26, 25:13, 15:7 |
| 05.01.2007 | Halkbank Ankara          | 3:0   | Pirin Bałkanstroj Razłog | 25:20, 25:16, 25:21              |
| 06.01.2007 | Pirin Bałkanstroj Razłog | 1:3   | Lausanne UC              | 18:25, 25:22, 19:25, 21:25       |
| 06.01.2007 | Hypo Klagenfurt          | 0:3   | Halkbank Ankara          | 16:25, 22:25, 23:25              |
| 07.01.2007 | Pirin Bałkanstroj Razłog | 3:0   | Hypo Klagenfurt          | 25:23, 25:17, 25:23              |
| 07.01.2007 | Halkbank Ankara          | 3:0   | Lausanne UC              | 25:16, 25:22, 25:15              |

Tabela
| Lp. | Drużyna                  | Pkt | Mecze | Mecze | Mecze | Sety | Sety | Sety  | Małe punkty | Małe punkty | Małe punkty |
| Lp. | Drużyna                  | Pkt | M     | W     | P     | wyg. | prz. | ratio | zdob.       | str.        | ratio       |
| --- | ------------------------ | --- | ----- | ----- | ----- | ---- | ---- | ----- | ----------- | ----------- | ----------- |
| 1   | Halkbank Ankara          | 6   | 3     | 3     | 0     | 9    | 0    | MAX   | 225         | 171         | 1.316       |
| 2   | Lausanne UC              | 5   | 3     | 2     | 1     | 6    | 6    | 1.000 | 264         | 252         | 1.048       |
| 3   | Pirin Bałkanstroj Razłog | 4   | 3     | 1     | 2     | 4    | 6    | 0.667 | 215         | 235         | 0.915       |
| 4   | Hypo Klagenfurt          | 3   | 3     | 0     | 3     | 2    | 9    | 0.222 | 218         | 264         | 0.826       |

#### Turniej 6
Osijek
Wyniki
| Data       | Drużyna 1                     | Wynik | Drużyna 2                     | Sety                       |
| ---------- | ----------------------------- | ----- | ----------------------------- | -------------------------- |
| 05.01.2007 | Dinamo-Lemtrans Bukareszt     | 1:3   | Nieftianik Baszkortostana Ufa | 14:25, 25:22, 39:41, 16:25 |
| 05.01.2007 | MOK Osijek                    | 0:3   | VC Pepe Jeans Asse-Lennik     | 17:25, 13:25, 15:25        |
| 06.01.2007 | Nieftianik Baszkortostana Ufa | 3:1   | VC Pepe Jeans Asse-Lennik     | 25:23, 18:25, 25:13, 25:22 |
| 06.01.2007 | Dinamo-Lemtrans Bukareszt     | 3:0   | MOK Osijek                    | 25:16, 25:22, 25:18        |
| 07.01.2007 | VC Pepe Jeans Asse-Lennik     | 3:0   | Dinamo-Lemtrans Bukareszt     | 25:18, 25:20, 25:18        |
| 07.01.2007 | MOK Osijek                    | 0:3   | Nieftianik Baszkortostana Ufa | 11:25, 13:25, 13:25        |

Tabela
| Lp. | Drużyna                       | Pkt | Mecze | Mecze | Mecze | Sety | Sety | Sety  | Małe punkty | Małe punkty | Małe punkty |
| Lp. | Drużyna                       | Pkt | M     | W     | P     | wyg. | prz. | ratio | zdob.       | str.        | ratio       |
| --- | ----------------------------- | --- | ----- | ----- | ----- | ---- | ---- | ----- | ----------- | ----------- | ----------- |
| 1   | Nieftianik Baszkortostana Ufa | 6   | 3     | 3     | 0     | 9    | 2    | 4.500 | 281         | 214         | 1.313       |
| 2   | VC Pepe Jeans Asse-Lennik     | 5   | 3     | 2     | 1     | 7    | 3    | 2.333 | 233         | 194         | 1.201       |
| 3   | Dinamo-Lemtrans Bukareszt     | 4   | 3     | 1     | 2     | 4    | 6    | 0.667 | 225         | 244         | 0.922       |
| 4   | MOK Osijek                    | 3   | 3     | 0     | 3     | 0    | 9    | 0.000 | 138         | 225         | 0.613       |

#### Turniej 7
Tallinn
Wyniki
| Data       | Drużyna 1         | Wynik | Drużyna 2         | Sety                              |
| ---------- | ----------------- | ----- | ----------------- | --------------------------------- |
| 05.01.2007 | Kométa Kaposvár   | 3:2   | Pielaveden Sampo  | 24:26, 22:25, 25:20, 25:20, 17:15 |
| 05.01.2007 | Selver Tallinn    | 1:3   | Łokomotyw Charków | 19:25, 23:25, 25:20, 23:25        |
| 06.01.2007 | Selver Tallinn    | 1:3   | Kométa Kaposvár   | 25:18, 19:25, 20:25, 19:25        |
| 06.01.2007 | Łokomotyw Charków | 0:3   | Pielaveden Sampo  | 21:25, 20:25, 14:25               |
| 07.01.2007 | Pielaveden Sampo  | 3:2   | Selver Tallinn    | 25:18, 25:21, 15:25, 19:25, 15:8  |
| 07.01.2007 | Kométa Kaposvár   | 0:3   | Łokomotyw Charków | 15:25, 22:25, 22:25               |

Tabela
| Lp. | Drużyna           | Pkt | Mecze | Mecze | Mecze | Sety | Sety | Sety  | Małe punkty | Małe punkty | Małe punkty |
| Lp. | Drużyna           | Pkt | M     | W     | P     | wyg. | prz. | ratio | zdob.       | str.        | ratio       |
| --- | ----------------- | --- | ----- | ----- | ----- | ---- | ---- | ----- | ----------- | ----------- | ----------- |
| 1   | Pielaveden Sampo  | 5   | 3     | 2     | 1     | 8    | 5    | 1.600 | 280         | 265         | 1.057       |
| 2   | Łokomotyw Charków | 5   | 3     | 2     | 1     | 6    | 4    | 1.500 | 225         | 224         | 1.004       |
| 3   | Kométa Kaposvár   | 5   | 3     | 2     | 1     | 6    | 6    | 1.000 | 265         | 264         | 1.004       |
| 4   | Selver Tallinn    | 3   | 3     | 0     | 3     | 4    | 9    | 0.444 | 270         | 287         | 0.941       |

#### Turniej 8
Liberec
Wyniki
| Data       | Drużyna 1         | Wynik | Drużyna 2         | Sety                       |
| ---------- | ----------------- | ----- | ----------------- | -------------------------- |
| 05.01.2007 | OK Napredak Odžak | 3:0   | Teuta Durrës      | 25:21, 25:21, 25:19        |
| 05.01.2007 | OK Maribor        | 3:0   | VK Dukla Liberec  | 25:23, 25:23, 25:18        |
| 06.01.2007 | OK Napredak Odžak | 0:3   | OK Maribor        | 25:27, 18:25, 11:25        |
| 06.01.2007 | VK Dukla Liberec  | 3:0   | Teuta Durrës      | 25:7, 25:15, 25:12         |
| 06.01.2007 | Teuta Durrës      | 1:3   | OK Maribor        | 20:25, 17:25, 25:23, 14:25 |
| 06.01.2007 | VK Dukla Liberec  | 3:0   | OK Napredak Odžak | 25:10, 25:14, 25:15        |

Tabela
| Lp. | Drużyna           | Pkt | Mecze | Mecze | Mecze | Sety | Sety | Sety  | Małe punkty | Małe punkty | Małe punkty |
| Lp. | Drużyna           | Pkt | M     | W     | P     | wyg. | prz. | ratio | zdob.       | str.        | ratio       |
| --- | ----------------- | --- | ----- | ----- | ----- | ---- | ---- | ----- | ----------- | ----------- | ----------- |
| 1   | OK Maribor        | 6   | 3     | 3     | 0     | 9    | 1    | 9.000 | 250         | 194         | 1.289       |
| 2   | VK Dukla Liberec  | 5   | 3     | 2     | 1     | 6    | 3    | 2.000 | 214         | 148         | 1.446       |
| 3   | OK Napredak Odžak | 4   | 3     | 1     | 2     | 3    | 6    | 0.500 | 168         | 213         | 0.789       |
| 4   | Teuta Durrës      | 3   | 3     | 0     | 3     | 1    | 9    | 0.111 | 171         | 248         | 0.690       |

#### Turniej 9
Sofia
Wyniki
| Data       | Drużyna 1                      | Wynik | Drużyna 2                      | Sety                       |
| ---------- | ------------------------------ | ----- | ------------------------------ | -------------------------- |
| 05.01.2007 | PZU AZS Olsztyn                | 3:1   | İstanbul Büyükşehir Belediyesi | 25:21, 25:16, 24:26, 25:22 |
| 05.01.2007 | CSKA Sofia                     | 3:1   | Crvena Zvezda Belgrad          | 22:25, 25:20, 25:23, 25:23 |
| 06.01.2007 | Crvena Zvezda Belgrad          | 0:3   | PZU AZS Olsztyn                | 15:25, 21:25, 18:25        |
| 06.01.2007 | İstanbul Büyükşehir Belediyesi | 3:0   | CSKA Sofia                     | 25:19, 25:21, 25:19        |
| 07.01.2007 | İstanbul Büyükşehir Belediyesi | 3:0   | Crvena Zvezda Belgrad          | 25:19, 25:21, 25:18        |
| 07.01.2007 | CSKA Sofia                     | 1:3   | PZU AZS Olsztyn                | 22:25, 15:25, 25:22, 22:25 |

Tabela
| Lp. | Drużyna                        | Pkt | Mecze | Mecze | Mecze | Sety | Sety | Sety  | Małe punkty | Małe punkty | Małe punkty |
| Lp. | Drużyna                        | Pkt | M     | W     | P     | wyg. | prz. | ratio | zdob.       | str.        | ratio       |
| --- | ------------------------------ | --- | ----- | ----- | ----- | ---- | ---- | ----- | ----------- | ----------- | ----------- |
| 1   | PZU AZS Olsztyn                | 6   | 3     | 3     | 0     | 9    | 2    | 4.500 | 271         | 223         | 1.215       |
| 2   | İstanbul Büyükşehir Belediyesi | 5   | 3     | 2     | 1     | 7    | 3    | 2.333 | 235         | 216         | 1.088       |
| 3   | CSKA Sofia                     | 4   | 3     | 1     | 2     | 4    | 7    | 0.571 | 240         | 263         | 0.913       |
| 4   | Crvena Zvezda Belgrad          | 3   | 3     | 0     | 3     | 1    | 9    | 0.111 | 203         | 247         | 0.822       |

#### Turniej 10
Funchal
Wyniki
| Data       | Drużyna 1         | Wynik | Drużyna 2         | Sety                              |
| ---------- | ----------------- | ----- | ----------------- | --------------------------------- |
| 05.01.2007 | Arago de Sète     | 3:0   | Sokol V Schwechat | 25:16, 25:16, 25:18               |
| 05.01.2007 | CS Marítimo       | 1:3   | Dionysos Pafos    | 19:25, 25:23, 23:25, 23:25        |
| 06.01.2007 | Dionysos Pafos    | 0:3   | Arago de Sète     | 20:25, 16:25, 26:28               |
| 06.01.2007 | Sokol V Schwechat | 3:2   | CS Marítimo       | 25:22, 25:21, 23:25, 16:25, 15:12 |
| 07.01.2007 | Dionysos Pafos    | 3:2   | Sokol V Schwechat | 23:25, 25:15, 26:24, 21:25, 26:24 |
| 07.01.2007 | CS Marítimo       | 0:3   | Arago de Sète     | 17:25, 19:25, 18:25               |

Tabela
| Lp. | Drużyna           | Pkt | Mecze | Mecze | Mecze | Sety | Sety | Sety  | Małe punkty | Małe punkty | Małe punkty |
| Lp. | Drużyna           | Pkt | M     | W     | P     | wyg. | prz. | ratio | zdob.       | str.        | ratio       |
| --- | ----------------- | --- | ----- | ----- | ----- | ---- | ---- | ----- | ----------- | ----------- | ----------- |
| 1   | Arago de Sète     | 6   | 3     | 3     | 0     | 9    | 0    | MAX   | 228         | 166         | 1.373       |
| 2   | Dionysos Pafos    | 5   | 3     | 2     | 1     | 6    | 6    | 1.000 | 281         | 281         | 1.000       |
| 3   | Sokol V Schwechat | 4   | 3     | 1     | 2     | 5    | 8    | 0.625 | 267         | 301         | 0.887       |
| 4   | CS Marítimo       | 3   | 3     | 0     | 3     | 3    | 9    | 0.333 | 249         | 277         | 0.899       |

#### Turniej 11
Arona
Wyniki
| Data       | Drużyna 1                | Wynik | Drużyna 2                | Sety                             |
| ---------- | ------------------------ | ----- | ------------------------ | -------------------------------- |
| 05.01.2007 | Arona Teneryfa           | 3:0   | HAOK Mladost             | 25:20, 25:20, 25:14              |
| 06.01.2007 | HAOK Mladost             | 3:2   | Piet Zoomers/D Apeldoorn | 25:18, 15:25, 23:25, 25:21, 15:9 |
| 07.01.2007 | Piet Zoomers/D Apeldoorn | 1:3   | Arona Teneryfa           | 25:23, 27:29, 19:25, 15:25       |

Tabela
| Lp. | Drużyna                  | Pkt | Mecze | Mecze | Mecze | Sety | Sety | Sety  | Małe punkty | Małe punkty | Małe punkty |
| Lp. | Drużyna                  | Pkt | M     | W     | P     | wyg. | prz. | ratio | zdob.       | str.        | ratio       |
| --- | ------------------------ | --- | ----- | ----- | ----- | ---- | ---- | ----- | ----------- | ----------- | ----------- |
| 1   | Arona Teneryfa           | 6   | 3     | 3     | 0     | 6    | 1    | 6.000 | 177         | 140         | 1.264       |
| 2   | HAOK Mladost             | 5   | 3     | 2     | 1     | 3    | 5    | 0.600 | 157         | 173         | 0.908       |
| 3   | Piet Zoomers/D Apeldoorn | 4   | 3     | 1     | 2     | 3    | 6    | 0.500 | 184         | 205         | 0.898       |

Klub  Szutowa Kiczewo wycofał się z rozgrywek.

#### Turniej 12
Baia Mare
Wyniki
| Data       | Drużyna 1                   | Wynik | Drużyna 2                   | Sety                              |
| ---------- | --------------------------- | ----- | --------------------------- | --------------------------------- |
| 05.01.2007 | Pagrati Ateny               | 0:3   | Unicaja Arukasur Almería    | walkower                          |
| 05.01.2007 | Știința Explorări Baia Mare | 3:2   | MOK Brčko-Jedinstvo         | 25:23, 15:25, 24:26, 25:12, 15:11 |
| 06.01.2007 | Unicaja Arukasur Almería    | 3:0   | MOK Brčko-Jedinstvo         | 25:20, 25:14, 25:15               |
| 06.01.2007 | Pagrati Ateny               | 0:3   | Știința Explorări Baia Mare | 28:30, 20:25, 23:25               |
| 07.01.2007 | MOK Brčko-Jedinstvo         | 3:0   | Pagrati Ateny               | 25:20, 25:22, 25:22               |
| 07.01.2007 | Știința Explorări Baia Mare | 0:3   | Unicaja Arukasur Almería    | 23:25, 21:25, 20:25               |

Tabela
| Lp. | Drużyna                     | Pkt | Mecze | Mecze | Mecze | Sety | Sety | Sety  | Małe punkty | Małe punkty | Małe punkty |
| Lp. | Drużyna                     | Pkt | M     | W     | P     | wyg. | prz. | ratio | zdob.       | str.        | ratio       |
| --- | --------------------------- | --- | ----- | ----- | ----- | ---- | ---- | ----- | ----------- | ----------- | ----------- |
| 1   | Unicaja Arukasur Almería    | 6   | 3     | 3     | 0     | 9    | 0    | MAX   | 225         | 113         | 1.991       |
| 2   | Știința Explorări Baia Mare | 5   | 3     | 2     | 1     | 6    | 5    | 1.200 | 248         | 243         | 1.021       |
| 3   | MOK Brčko-Jedinstvo         | 4   | 3     | 1     | 2     | 5    | 6    | 0.833 | 221         | 243         | 0.909       |
| 4   | Pagrati Ateny               | 3   | 3     | 0     | 3     | 0    | 9    | 0.000 | 135         | 230         | 0.587       |

### Faza finałowa

#### 1/8 finału
| Data       | Drużyna 1                     | Wynik | Drużyna 2                     | Sety                              |
| ---------- | ----------------------------- | ----- | ----------------------------- | --------------------------------- |
| 23.01.2007 | Fakieł Nowy Urengoj           | 3:1   | VC Menen                      | 24:26, 25:16, 25:15, 25:21        |
| 04.01.2007 | Fakieł Nowy Urengoj           | 3:0   | VC Menen                      | 25:12, 25:16, 25:18               |
|            |                               |       |                               |                                   |
| 17.01.2007 | Arona Teneryfa                | 1:3   | Pielaveden Sampo              | 22:25, 25:22, 22:25, 22:25        |
| 24.01.2007 | Pielaveden Sampo              | 3:1   | Arona Teneryfa                | 25:23, 19:25, 25:13, 25:19        |
|            |                               |       |                               |                                   |
| 17.01.2007 | Unicaja Arukasur Almería      | 1:3   | Nieftianik Baszkortostana Ufa | 17:25, 19:25, 25:23, 21:25        |
| 24.01.2007 | Nieftianik Baszkortostana Ufa | 3:1   | Unicaja Arukasur Almería      | 25:13, 23:25, 25:23, 25:17        |
|            |                               |       |                               |                                   |
| 7.01.2007  | Halkbank Ankara               | 3:2   | CS Gran Canaria               | 25:22, 25:17, 23:25, 26:28, 15:10 |
| 24.01.2007 | CS Gran Canaria               | 0:3   | Halkbank Ankara               | 25:27, 16:25, 22:25               |
|            |                               |       |                               |                                   |
| 18.01.2007 | Copra Piacenza                | 3:0   | Salonit Anhovo Kanal          | 25:23, 25:15, 25:18               |
| 24.01.2007 | Salonit Anhovo Kanal          | 0:3   | Copra Piacenza                | 21:25, 18:25, 23:25               |
|            |                               |       |                               |                                   |
| 16.01.2007 | Jastrzębski Węgiel            | 3:2   | PZU AZS Olsztyn               | 21:25, 28:26, 24:26, 30:28, 15:13 |
| 23.01.2007 | PZU AZS Olsztyn               | 2:3   | Jastrzębski Węgiel            | 25:21, 20:25, 25:21, 22:25, 11:15 |
|            |                               |       |                               |                                   |
| 16.01.2007 | Tourcoing LM                  | 1:3   | Arago de Sète                 | 26:28, 25:17, 23:25, 22:25        |
| 23.01.2007 | Arago de Sète                 | 2:3   | Tourcoing LM                  | 25:21, 14:25, 20:25, 29:27, 9:15  |
|            |                               |       |                               |                                   |
| 17.01.2007 | OK Maribor                    | 0:3   | Stade Poitevin                | 20:25, 16:25, 19:25               |
| 24.01.2007 | Stade Poitevin                | 3:0   | OK Maribor                    | 25:23, 25:22, 25:23               |

#### Ćwierćfinały
| Data       | Drużyna 1                     | Wynik | Drużyna 2                     | Sety                              |
| ---------- | ----------------------------- | ----- | ----------------------------- | --------------------------------- |
| 07.02.2007 | Fakieł Nowy Urengoj           | 3:0   | Pielaveden Sampo              | 25:15, 25:18, 25:19               |
| 14.02.2007 | Pielaveden Sampo              | 0:3   | Fakieł Nowy Urengoj           | 16:25, 21:25, 18:25               |
|            |                               |       |                               |                                   |
| 07.02.2007 | Nieftianik Baszkortostana Ufa | 2:3   | Halkbank Ankara               | 15:25, 27:25, 25:20, 27:29, 12:15 |
| 14.02.2007 | Halkbank Ankara               | 3:0   | Nieftianik Baszkortostana Ufa | 25:16, 25:21, 25:22               |
|            |                               |       |                               |                                   |
| 08.02.2007 | Copra Piacenza                | 3:1   | Jastrzębski Węgiel            | 20:25, 25:18, 25:20, 25:23        |
| 14.02.2007 | Jastrzębski Węgiel            | 3:2   | Copra Piacenza                | 25:22, 19:25, 25:22, 11:25, 15:12 |
|            |                               |       |                               |                                   |
| 06.02.2007 | Arago de Sète                 | 0:3   | Stade Poitevin                | 20:25, 23:25, 21:25               |
| 14.02.2007 | Stade Poitevin                | 1:3   | Arago de Sète                 | 25:19, 17:25, 23:25, 21:25        |

#### Turniej finałowy

##### Półfinały
| Data       | Drużyna 1           | Wynik | Drużyna 2       | Sety                             |
| ---------- | ------------------- | ----- | --------------- | -------------------------------- |
| 17.03.2007 | Fakieł Nowy Urengoj | 3:1   | Halkbank Ankara | 22:25, 25:15, 26:24, 25:14       |
| 17.03.2007 | Copra Piacenza      | 3:2   | Stade Poitevin  | 22:25, 20:25, 25:17, 25:22, 15:5 |

##### Mecz o 3. miejsce
| Data       | Drużyna 1       | Wynik | Drużyna 2      | Sety                |
| ---------- | --------------- | ----- | -------------- | ------------------- |
| 18.03.2007 | Halkbank Ankara | 3:0   | Stade Poitevin | 25:18, 25:22, 25:16 |

##### Finał
| Data       | Drużyna 1           | Wynik | Drużyna 2      | Sety                |
| ---------- | ------------------- | ----- | -------------- | ------------------- |
| 18.03.2007 | Fakieł Nowy Urengoj | 3:0   | Copra Piacenza | 25:21, 25:17, 25:21 |

## Klasyfikacja końcowa
| Miejsce | Drużyna             |
| ------- | ------------------- |
| złoto   | Fakieł Nowy Urengoj |
| srebro  | Copra Piacenza      |
| brąz    | Halkbank Ankara     |
| 4.      | Stade Poitevin      |